# Славніца
Славніца (словац. Slavnica) — село в окрузі Ілава Тренчинського краю Словаччини. Площа села 7,81 км². Станом на 31 грудня 2015 року в селі проживало 839 жителів.

## Історія
Перші згадки про село датуються 1379 роком.

## Населення
| Рік:            | 1994. | 2004.   | 2014.   | 2024.   |
| --------------- | ----- | ------- | ------- | ------- |
| Кількість осіб: | 786   | 820     | 846     | 864     |
| Різниця:        |       | +4,32 % | +3,17 % | +2,12 % |

| Рік:            | 2023. | 2024.   |
| --------------- | ----- | ------- |
| Кількість осіб: | 856   | 864     |
| Різниця:        |       | +0,93 % |